# Lenindenkmale in der Ukraine
Die Übersicht der Lenindenkmale in der Ukraine umfasst  Lenindenkmale auf öffentlichen Plätzen in der Ukraine. Einfache Gedenktafeln sind nicht aufgenommen. Außerhalb der von Russland völkerrechtswidrig annektierten Gebiete in der Süd- und Ostukraine und der Krim wurden die Denkmale im Rahmen der Aufarbeitung der kommunistischen Gewaltherrschaft (Dekommunisierung in der Ukraine) demontiert.

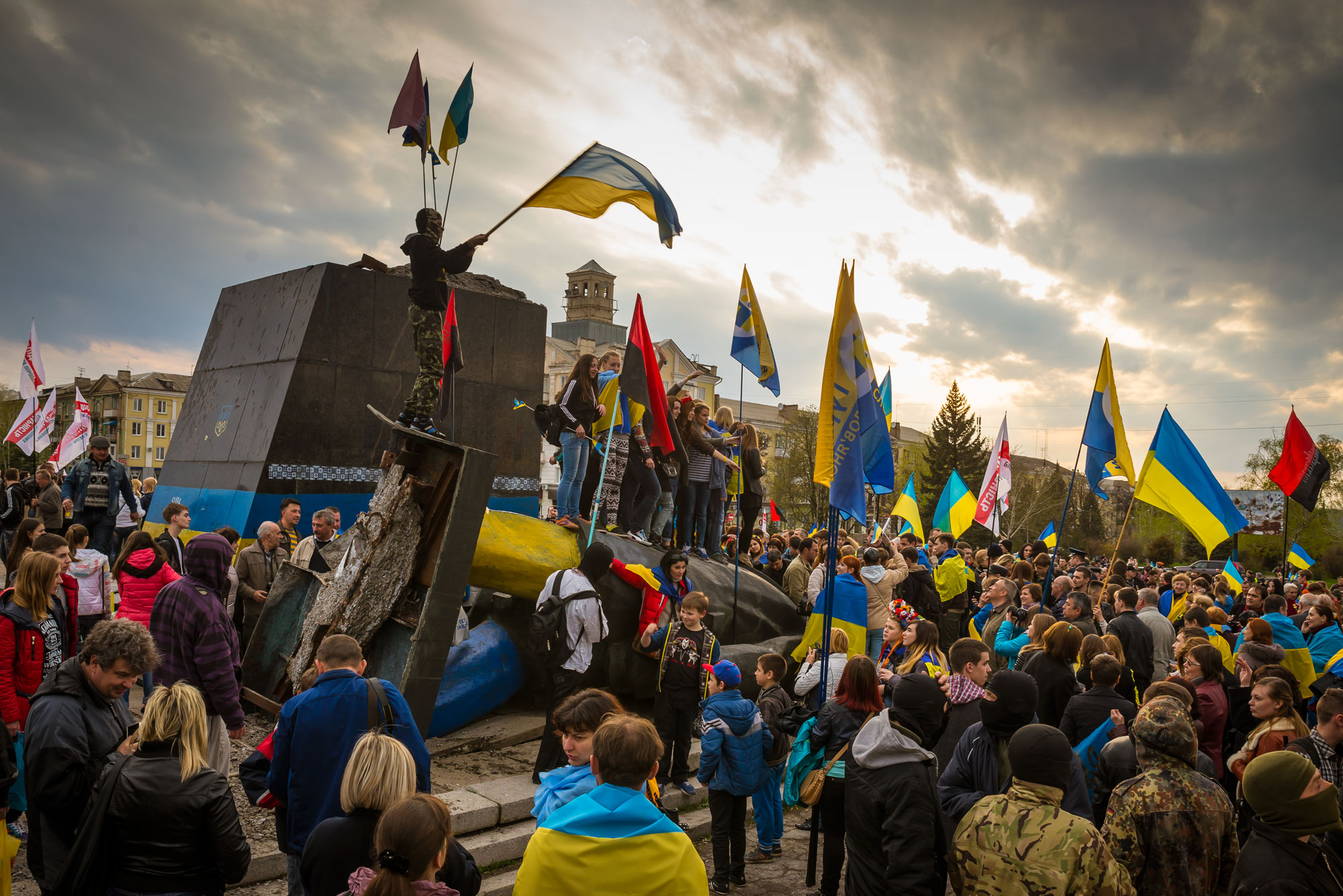
Sturz des Lenindenkmals in Kramatorsk im April 2015

## Abbau
In der Ukraine gab es um 1990 über 5500 Lenindenkmäler. Bereits kurz nach der Unabhängigkeit des Landes wurden in den Jahren von 1991 bis 1993 zirka 2000 Lenindenkmäler in der Westukraine entfernt, wobei das von Lwiw als das erste beseitigte der Ukraine und das zweite beseitigte der Nachfolgestaaten der Sowjetunion gilt. Bis zum Jahr 2010 verschwanden mehr als 1200 weitere Lenindenkmäler in der Zentralukraine.
Katarina Juschtschenko, die Ehefrau des damaligen Präsidenten der Ukraine, rief im Rahmen der Zweiten Ökumenischen Woche in der Ukrainischen Katholischen Universität am 6. Oktober 2009 dazu auf, alle Lenindenkmale zu beseitigen. Das war aus ihrer Sicht eine Konsequenz daraus, dass in der Sowjetära viele ukrainische Kirchen zerstört wurden. „Kultur und Glauben der Ukrainer“ seien „verformt“ und seien nun „renovierungsbedürftig“.
Vor der Euromaidan-Revolution gab es landesweit noch fast 2500 Lenin-Monumente im Land. Während der Revolution des Euromaidan wurden zahlreiche Lenindenkmäler gestürzt oder beschädigt. Im Jahr 2014 wurden mehr als 500 Denkmäler gestürzt, während der Restbestand auf eine Zahl von 1700 geschätzt wurde. Die Leninopad („Leninsturz“) genannte Aktion ließ im Herbst 2014 nach, weshalb staatliche Maßnahmen gefordert wurden. Im Mai 2015 verabschiedete die ukrainische Regierung ein Gesetz zur Dekommunisierung in der Ukraine, nach dem sämtliche Referenzen an die Sowjetunion aus der Öffentlichkeit entfernt werden sollen. Dies schließt Orts-, Straßen- und Fabriknamen und Denkmäler ein. In den Jahren 2015 und 2016 wurden daher wiederum rund 1320 Lenindenkmäler beseitigt, im Oktober 2017 waren fast alle abgebaut.

## Überreste
Ein ukrainischer Taucher hat in einer Tiefe von 13 Metern vor der Halbinsel Tarchankut Statuen von Lenin und von etwa 50 anderen sozialistischen Persönlichkeiten als Allee der Führer platziert.
Nach dem russischen Überfall auf die Ukraine 2022 wurden in den von Russland annektierten Gebieten im Rahmen einer gewaltsamen Russifizierung Lenindenkmäler wiederaufgestellt, etwa in Nowa Kachowka, Henitschesk oder in Melitopol.

## Lenindenkmale
Die Liste ist alphabetisch nach ihren Ortsnamen vorsortiert, sie kann nach Städten, Aufstelljahren und den zuerst genannten Bildhauern sortiert werden.
| Ort, ggf. Adresse                                                                | wann aufgestellt, wann abgebaut | Bild                                    | Bildhauer                                                        | Architekt                                      | technische Angaben Material, Größe der Figur, Podesthöhe u. a.                                                                           | Erläuterungen |
| -------------------------------------------------------------------------------- | ------------------------------- | --------------------------------------- | ---------------------------------------------------------------- | ---------------------------------------------- | --- | --- |
| Andrijewo-Iwaniwka, Oblast Odessa                                                | –2014                           |                                         |                                                                  |                                                | Statue | Im Januar 2014 von Demonstranten demontiert. |
| Alupka (Krim)                                                                    |                                 |                                         |                                                                  |                                                | vergoldete Statue auf Postament | (2012) |
| Bachtschyssaraj (Krim)                                                           |                                 |                                         |                                                                  |                                                | Bronze-Statue auf quaderförmigem, rosafarbenem Stein-Postament                                                                           | |
| Bahatschewe (bis 2024 Watutine)                                                  |                                 |                                         |                                                                  |                                                | Statue auf Postament | Demontiert. |
| Balaklija                                                                        | 1960–2016                       |                                         |                                                                  |                                                | Statue auf Postament | Am 2. April 2016 demontiert. |
| Barwinkowe                                                                       | –2016                           |                                         |                                                                  |                                                | Statue auf rotem Natursteinpostament | 2016 demontiert. |
| Berdjansk                                                                        | 1957– 2015                      |                                         | Oleksij P. Olijnik, Makar K. Wronskyj                            | I. Scharkow                                    | Bronze-Statue auf Postament | Im Januar 2015 vom Sockel geschraubt und umgestürzt. |
| Berdytschiw                                                                      | –2014                           |                                         | M. Wassiltschenko                                                | P. Birjuk, P. Perewosnik                       | Eine 4 m hohe Figur auf einem 4,70 m hohen Sockel. Beides wurde aus rosafarbenem Granit der Region Schytomyr gefertigt.                  | Am 22. Februar 2014 abgerissen. |
| Beresiwka                                                                        |                                 |                                         |                                                                  |                                                | goldfarbene Statue auf Postament | |
| Bila Zerkwa                                                                      | –2014                           |                                         |                                                                  |                                                | Statue auf Postament | Im Februar 2014 abgerissen und zerstört. |
| Biloserka                                                                        | –2014                           |                                         |                                                                  |                                                | Statue auf Postament | Im Februar 2014 abgerissen. |
| Bojarka                                                                          | –2014                           |                                         |                                                                  |                                                | | Im Februar 2014 demontiert. |
| Boryspil                                                                         | –2014                           |                                         |                                                                  |                                                | | Am 21. Februar 2014 demontiert. |
| Borsna                                                                           | –2014                           |                                         |                                                                  |                                                | Statue auf Postament | Am 22. Februar 2014 demontiert. |
| Browary                                                                          | –2014                           |                                         |                                                                  |                                                | Statue auf Postament | Am 21. Februar 2014 demontiert. |
| Charkiw (1) Freiheitsplatz                                                       | 5. November 1963– 2014          |                                         | Oleksij P. Olijnik, Makar K. Wronskyj                            | Oleksandr O. Sidorenko                         | 8,5 m hohe Bronzeskulptur, mit rotem Granitsockel 20,2 m hoch – bis 2014 höchstes Lenindenkmal der Ukraine/Europas                       | Am 28. September 2014 demontiert. |
| Charkiw (2) Leninstraße 7, vor Iljitsch-Kulturpalast                             | 1946– 2014                      |                                         | Adolf I. Strachow?                                               |                                                | Statue auf Postament | In der Nacht zum 7. Oktober 2014 demontiert. |
| Charkiw (3) Herojiw Charkowa Prospekt 225                                        | 1946– ?                         |                                         |                                                                  |                                                | Statue auf Postament | Nach August 2009 demontiert. |
| Charkiw (4) Architektora Aljoschyna Prospekt 7                                   | 1948– 2014                      |                                         |                                                                  |                                                | Statue auf Postament | Im Juli 2014 schwer beschädigt, danach restauriert, am 11. September 2014 demontiert. |
| Charkiw (5) Karpow-Garten in der Welika-Hontschariwska-Straße                    | 1962– 2014                      |                                         |                                                                  |                                                | Statue auf Postament | Am 26. August 2014 schwer beschädigt, danach restauriert, am 12. September 2014 demontiert. |
| Charkiw (6) KPI                                                                  | –2015                           |                                         |                                                                  |                                                | Statue des jungen Lenin auf Postament | Am 18. April 2015 demontiert. |
| Charkiw (7) KhAI                                                                 | 1970– 2015                      |                                         |                                                                  |                                                | Statue auf Postament | Am 18. April 2015 demontiert. |
| Charkiw (8) Tarchow-Straße (ehemals Flugschule)                                  | 1979– 2016                      |                                         |                                                                  |                                                | Statue auf Postament | Am 6. Februar 2016 demontiert. |
| Chmelnyzkyj                                                                      | –2014                           |                                         |                                                                  |                                                | Kunststein-Statue auf schwarzem Naturstein-Postament                                                                                     | 2014 gestürzt. |
| Chorol                                                                           | –2014                           |                                         |                                                                  |                                                | Statue auf Postament | Das Denkmal wurde im Februar 2014 demontiert. Die Einnahmen aus dem Metallverkauf wurden zugunsten der einheimischen Soldaten ausgegeben, welche im Russisch-Ukrainischen Krieg kämpfen. |
| Derhatschi                                                                       | –2014                           |                                         |                                                                  |                                                | Statue mit Plinthe auf quadratischem Sockel                                                                                              | Im September 2014 vom Sockel gerissen. |
| Dmytriwka                                                                        |                                 |                                         |                                                                  |                                                | metallene Statue auf geweißtem Betonpostament                                                                                            | |
| Dnipro (1) Leninplatz ⊙                                                          | 1957– 2014                      |                                         | Oleksij P. Olijnik, Makar K. Wronskyj                            | Oleksandr O. Sidorenko                         | Bronzestatue auf rundem rotem Granitsockel, stehend mit rechter Hand vorne                                                               | Abriss 22. Februar 2014. |
| Dnipro (2) ⊙                                                                     | –27. Juni 2014                  | Bild                                    |                                                                  |                                                | Kopfrelief aus rotem Naturstein | in das Olexander-Makarow-Nationalzentrum der Raumfahrtjugendausbildung der Ukraine gebracht. |
| Dnipro (3) Palast der Arbeit ⊙                                                   |                                 |                                         |                                                                  |                                                | Bronzestatue auf weißem Steinpostament mit goldenen Lettern                                                                              | |
| Dobropillja                                                                      |                                 |                                         |                                                                  |                                                | Statue auf Postament | |
| Dokutschajewsk, Oblast Donezk                                                    |                                 |                                         |                                                                  |                                                | Statue auf Postament | |
| Donezk, Leninplatz am Puschkin-Boulevard                                         |                                 |                                         |                                                                  |                                                | Bronze-Statue auf Postament | |
| Doroschnjanka, Oblast Saporischschja                                             |                                 | Bild                                    |                                                                  |                                                | metallene Büste | |
| Druschkiwka                                                                      | –2015                           |                                         |                                                                  |                                                | Bronzestatue auf Postament | Am 23. Juni 2015 vom Sockel geholt. |
| Feodossija (Krim)                                                                |                                 |                                         |                                                                  |                                                | Bronze-Statue (mit Mantel und Mütze, Hand in Hosentasche) auf Postament vor dem Bahnhof                                                  | eines von angeblich fünf Lenindenkmalen, wobei deren Posen und Sockel einander stark ähneln |
| Hadjatsch                                                                        | –2014                           |                                         |                                                                  |                                                | Bronze-Statue auf Postament | Im Februar 2014 abgerissen. |
| Hajssyn                                                                          | –2014                           | Bild                                    |                                                                  |                                                | Statue auf Postament | Am 21. Februar 2014 demontiert. |
| Hjuniwka, Rajon Welyka Biloserka, auf der Mittelpromenade einer Hauptstraße      |                                 | Bild                                    |                                                                  |                                                | vergoldete Büste auf Betonpostament | Im Juni 2013 vorhanden. |
| Hluchiw                                                                          | –2015                           |                                         |                                                                  |                                                | Bronzestatue auf Postament | Am 7. Dezember 2015 demontiert. |
| Horliwka (1) Lenin-Prospekt                                                      |                                 |                                         |                                                                  |                                                | Bronzestatue auf Postament | |
| Horliwka (2) Lenin-Platz                                                         |                                 |                                         |                                                                  |                                                | Steinstatue auf Postament | |
| Horliwka (3) Bahnhof Mykytiwka                                                   |                                 |                                         |                                                                  |                                                | Steinstatue auf Postament | |
| Hursuf (1)                                                                       | 1968                            |                                         | K. G. Koschkin, O. D. Minkowa, N. N. Katschanow                  |                                                | steinerne Halbstatue | |
| Hursuf (2)                                                                       |                                 |                                         |                                                                  |                                                | sitzende Bronze-Skulptur auf Bank | |
| Ismajil, vor der Stadtverwaltung (Горисполком)                                   | –2016                           |                                         |                                                                  |                                                | Bronzestatue auf Postament | Am 12. Februar 2016 demontiert. |
| Iswaryne, Siedlung in der Oblast Luhansk                                         |                                 | Bild                                    |                                                                  |                                                | metallene Statue auf gemauertem Natursteinpostament                                                                                      | |
| Iwano-Frankiwsk                                                                  | 1975– 1990                      |                                         | H. N. Kaltschenko, А. Е. Belostotski, О. A. Suprun               |                                                | Statue | 1990 abgebaut |
| Jalta (Krim)                                                                     |                                 |                                         |                                                                  |                                                | Büste | |
| Jalta, nahe der Strandpromenade                                                  |                                 |                                         |                                                                  |                                                | Bronzestatue auf rotem Postament | |
| Jampil                                                                           |                                 | Bild                                    |                                                                  |                                                | Büste | |
| Kamjanske (bis 2016 Dniprodserschynsk)                                           |                                 |                                         |                                                                  |                                                | Bronzestatue auf Postament | |
| Kasanka (Mykolajiw)                                                              | –2015                           |                                         |                                                                  |                                                | Statue auf Postament | Wurde im Jahr 2015 vom Sockel gestürzt und zerschlagen. |
| Kiew (1) Bessarabischer Platz                                                    | 1946– 2013                      | Die inzwischen zerstörte Statue in Kiew | Matwei Maniser, Sergei Merkurow                                  |                                                | 3,45 m hohe Statue aus Granit, 17 Tonnen                                                                                                 | Während des Euromaidan im Dezember 2013 abgerissen. |
| Kiew (2) Radiowerk                                                               | 1977 –2015                      |                                         | Makar K. Wronskyj                                                | Wladimir G. Gnesdilow                          | Statue auf Postament | |
| Korejis (Krim)                                                                   |                                 | Bild                                    |                                                                  |                                                | vergoldete Statue auf weißem Postament                                                                                                   | |
| Korosten                                                                         | –2014                           |                                         |                                                                  |                                                | Statue auf Postament | Amm 22. Februar 2014 demontiert. |
| Kowaljewsk                                                                       | –2014                           |                                         |                                                                  |                                                | Statue auf Postament | |
| Kramatorsk                                                                       | –2015                           |                                         |                                                                  |                                                | Statue, vor dem Kulturpalast | Im April 2015 demontiert. |
| Krasnodon                                                                        | 1970–                           |                                         |                                                                  |                                                | steinerne Statue auf rotem Natursteinpostament                                                                                           | |
| Krasnopilka, Oblast Winnyzja, in einem gepflegten Park                           | –2014                           |                                         |                                                                  |                                                | steinerne Statue auf Betonpostament | Im Februar 2014 beseitigt. |
| Krementschuk                                                                     | 1971– 2008                      |                                         | Edward M. Kunzewitsch                                            | Anatolij F. Ignaschtschenko, Wladimir W. Popow | Statue auf Postament | 2008 demontiert. |
| Kropywnyzkyj (bis 2016 Kirowohrad)                                               | 1926– 2014                      |                                         |                                                                  |                                                | Bronzestatue auf Postament | |
| Krywyj Rih (1) beim Westbahnhof                                                  | –2014                           |                                         |                                                                  |                                                | Büste | Gemäß einem Bild auf Panoramio muss es in Kriwoi Rog-West noch eine Lenin-Büste gegeben haben, die im Januar 2014 zerstört wurde. |
| Krywyj Rih (2) Straßenbahndepot                                                  | –2014                           |                                         |                                                                  |                                                | Büste | In der Nacht zum 25. November 2014 zerstört. |
| Krywyj Rih (3) vor dem NKGOK-Verwaltungssitz                                     | 1961– 2014                      |                                         |                                                                  |                                                | Statue auf Postament | In der Nacht zum 12. November 2014 geköpft. |
| Krywyj Rih (4) Eisenbahner-Park                                                  | 1965–                           |                                         |                                                                  |                                                | goldfarbene Statue auf Postament | geköpft |
| Krywyj Rih (5) Rodina-Park                                                       | 1970– 2014                      |                                         | S. D. Merkurow                                                   |                                                | Statue auf Postament | Am 22. August 2014 schwer beschädigt (geköpft), anschließend abgerissen. |
| Krywyj Rih (6) im Mikrorajon Wsebratskoe-2                                       |                                 |                                         |                                                                  |                                                | Statue auf Postament | Nur die Reste der Beine erhalten. |
| Krywyj Rih (7) beim Gymnasium Nr. 49                                             | –2014                           |                                         |                                                                  |                                                | Statue auf Postament | In der Nacht zum 13. Oktober 2014 zerstört. Auf dem Sockel heute Muttergottes-Statue. |
| Krywyj Rih (8) vor dem Metallurgen-Kulturpalast                                  | 1959– 2014                      |                                         | Oleksij P. Olijnik, A. Skoblikow, Makar K. Wronskyj              | G. Melnitschuk, W. Skugarew                    | Statue auf Postament | In der Nacht zum 22. Februar 2014 zerstört. |
| Krywyj Rih (9) vor der Kunstschule Nr. 2                                         | –2014                           |                                         |                                                                  |                                                | Statue auf Postament | In der Nacht zum 2. Oktober 2014 gestürzt. Dort steht heute eine St.-Nikolaus-Statue. |
| Krywyj Rih (10) vor dem Ternivski-Kulturpalast                                   | 1975– 2014                      |                                         |                                                                  |                                                | Statue auf Postament | Am 21. Oktober 2014 abgerissen. |
| Krywyj Rih (11) vor dem Kino Premeoga                                            | –2014                           |                                         |                                                                  |                                                | Statue auf Postament | In der Nacht zum 12. November 2014 zerstört. |
| Lubny, Leninpark                                                                 |                                 |                                         |                                                                  |                                                | Statue auf Postament | |
| Luhansk (1)                                                                      | 1950er                          |                                         | Boris Koroljow                                                   |                                                | Kopfporträt, aus einem Steinobelisken herausgearbeitet                                                                                   | Erhalten (Stand: August 2023) |
| Luhansk (2) Revolutionsplatz                                                     | 1949                            |                                         | Wassyl Ahibalow, Wassyl Fedtschenko, B. W. Misin , Wiktor Muchin |                                                | metallene Statue am Rednerpult auf abgetrepptem Postament                                                                                | Erhalten (Stand: August 2023) |
| Luhansk (3) Theaterplatz                                                         | 1967                            |                                         | Matwei Maniser, O. M. Maniser                                    | Igor Roschin                                   | metallene Statue am Rednerpult auf abgetrepptem Postament                                                                                | Erhalten (Stand: August 2023) |
| Luzk (1)                                                                         |                                 |                                         |                                                                  |                                                | Bronzefigur | Zu Kirchenglocken umgegossen. |
| Luzk (2)                                                                         | 1967–1991                       |                                         | Makar K. Wronskyj                                                | A. Lanko                                       | monumentale Statue auf Postament | Am 23. August 1991 demontiert. |
| Lwiw (Lemberg), vor der Oper                                                     | 1940//1952– 1990                |                                         | Sergei Merkurow                                                  |                                                | Statue | Im Jahr 1940 wurde der Grundstein für ein Lenindenkmal gelegt, das wegen des Krieges nicht fertig gestellt wurde. Doch im Jahr 1952 wurde es vollendet und dabei das Postament mit jüdischen Grabsteinen ausgefüllt, wie beim Abbau 1990 festgestellt wurde. |
| Lyssjanka                                                                        | 1981–                           |                                         | E. Karpow, W. Rjabtschuk                                         | W. Pratscha                                    | Statue auf Postament | Demontiert. |
| Manhusch, Siedlung                                                               | –2014                           |                                         |                                                                  |                                                | goldfarbene Statue auf Postament | Im Juli 2014 abgebaut und abtransportiert. |
| Mankiwka                                                                         | 1978–                           |                                         | Petro Mowtschun                                                  | P. Besrodnyj, Oleksij Hajdutschenja            | Statue auf Postament | Demontiert. |
| Mariupol (1) an der Leninstraße (heute Miru-Prospekt)                            | 1987– 2014                      |                                         | W. Winaikin                                                      | Ju. Moskalzow                                  | 8 m hohe metallene Statue auf 0,75 m hohem Granitpostament. Die Figur ist mit einer dünnen Schicht Titan überzogen, die Bronze imitiert. | Errichtet zum 117. Geburtstag Lenins, laut Aufschrift auf dem Sockel erst 1988 fertiggestellt. In der Nacht vom 14. zum 15. August 2014 vom Sockel gerissen, am Tag abtransportiert. Im Dezember 2015 von Soldaten des Asow-Regiments durch eine Statue von Swjatoslaw I. ersetzt. Diese verschwand 2020. Im November 2022 wurde die Lenin-Statue in Mariupol in einem Werk des Unternehmens Selenstroj wiederentdeckt. |
| Mariupol (2) am Iljitsch-Prospekt (heute Nikopolski-Prospekt)                    |                                 |                                         |                                                                  |                                                | 3,5 m hohe Statue auf Postament | Abgebaut. Im November 2022 wurde die Statue in Mariupol in einem Werk des Unternehmens Selenstroj wiederentdeckt. |
| Mariupol (3) am Pobedy-Prospekt („Prospekt des Sieges“, heute Peremohy-Prospekt) |                                 |                                         |                                                                  |                                                | Statue auf Postament | Befand sich im Juni 2016 auf einem Friedhof, um später museal aufgestellt zu werden. Wiederaufbau geplant. |
| Mariupol (4) Svobody-Straße („Straße der Freiheit“)                              |                                 |                                         |                                                                  |                                                | Statue auf Postament | Befand sich im Juni 2016 auf einem Friedhof, um später museal aufgestellt zu werden. Im November 2022 fanden die prorussischen Besatzer zwei der abgebauten Lenindenkmäler im Asow-Stahl-Werk und planten den Wiederaufbau. |
| Melitopol (1) Gorki-Park                                                         | 1955                            |                                         |                                                                  |                                                | 3 Meter hohe Statue auf Stahlbetonsockel (3 × 1,2 × 1,2 m) – Sockel 1984 mit einer Granitplatte verkleidet                               | Errichtet nach Beschluss der Versammlung von Arbeitern und Angestellten der Kommunalwirtschaft – Massenkopie. |
| Melitopol (2) Leninstraße                                                        | 1949– 2015, 2022                |                                         |                                                                  |                                                | Statue 2,47 Meter hoch, mit Granit verkleideter Stahlbetonsockel 2,7 × 1,5 × 1,5 m                                                       | Hier stand bereits 1927 ein Lenindenkmal (Bildhauer: Merkurow aus Leningrad), das im Zweiten Weltkrieg in einem Werk versteckt wurde – am 5. Juni 2015 nachts demontiert, im November 2022 durch russische Okkupatoren wiederaufgestellt. |
| Melitopol (3) Bahnhofsplatz                                                      | 1951                            |                                         |                                                                  |                                                | goldfarbene Statue (2,1 Meter hoch) auf Postament aus Stahlbeton                                                                         | Errichtet nach Beschluss der Generalversammlung der Arbeiter und Angestellten des Eisenbahnknotens Melitopol. |
| Molodohwardijsk                                                                  |                                 | Bild                                    |                                                                  |                                                | metallene Statue auf eckigem Betonpostament                                                                                              | |
| Myrhorod                                                                         |                                 |                                         |                                                                  |                                                | Statue auf Postament | |
| Nikitowka                                                                        |                                 |                                         |                                                                  |                                                | Statue auf Postament | |
| Nischyn                                                                          |                                 |                                         |                                                                  |                                                | Statue auf Postament | |
| Nowa Wodolaha                                                                    |                                 | Bild                                    |                                                                  |                                                | metallene Statue auf mit roten Natursteinen verkleidetem Postament                                                                       | |
| Nowhorod-Siwerskyj                                                               | –2016                           |                                         |                                                                  |                                                | Bronze-Statue | Im Oktober 2016 vom Sockel gestürzt und abtransportiert. |
| Nowoajdar, Siedlung                                                              | –2014                           |                                         |                                                                  |                                                | Bronze-Statue | Im August 2014 vom Sockel gestürzt und abtransportiert. |
| Nowowoskressensk, Oblast Cherson                                                 | –2015                           |                                         |                                                                  |                                                | Statue auf gemauertem Stufenpodest | Wurde am 10. Oktober 2014 abgebaut und zerstört. |
| Obuchiw                                                                          | –2009                           |                                         |                                                                  |                                                | Statue auf würfelförmigem Sockel | |
| Odessa (1)                                                                       | 1996–                           |                                         |                                                                  |                                                | | 1996 wurden mehrere ausgesonderte Lenin-Denkmäler gesammelt und in einem nach Lenins Komsomol benannten Park der Stadt wiederaufgestellt. Der damalige Oberbürgermeister wollte die Aufstellung als Mahnung verstanden wissen, dass sich die Geschichte nicht wiederholen dürfe. |
| Odessa (2)                                                                       | –2015                           |                                         |                                                                  |                                                | Statue | Eine zum Abriss vorgesehene Lenin-Skulptur auf einem Fabrikgelände wurde im Oktober 2015 von einem Bildhauer in ein Darth-Vader-Standbild umgewandelt. |
| Odessa (3)                                                                       | –2015                           |                                         |                                                                  |                                                | Statue | Wurde im Januar 2015 beseitigt. |
| Oktjabrske                                                                       |                                 |                                         |                                                                  |                                                | Statue auf Postament | |
| Oleksandrija                                                                     | 1980 –2014                      |                                         | Makar K. Wronskyj                                                | Wladimir G. Gnesdilow                          | überlebensgroße Statue | |
| Oleksandriwka, Rajon Cherson                                                     | –2015                           |                                         |                                                                  |                                                | vermutlich Statue | Ein Bild vom 13. November 2015 auf dem ukrainischen Nachrichtenportal MOST zeigt den leeren Sockel des früheren Denkmals. Im Text ist der Hinweis zu finden, dass Lenin in dieser Gegend öfter spazieren ging. Der Kommentar des Autors lautet „Der Kampf gegen die totalitäre Vergangenheit in der Region Cherson wird fortgesetzt.“ |
| Orlinoje                                                                         |                                 |                                         |                                                                  |                                                | Statue | |
| Orliwka (Rajon Pokrowsk)                                                         | –2014                           |                                         |                                                                  |                                                | Statue | Wurde am 21. Juli 2014 vom Sockel gerissen und zerstört. |
| Ossokoriwka, Oblast Cherson, vor Kulturhaus                                      | –2014                           | Bild                                    |                                                                  |                                                | Bronze-Büste auf schmaler hoher Stele | 2014 gestürzt. |
| Otschakiw                                                                        |                                 |                                         |                                                                  |                                                | | |
| Perejaslaw-Chmelnyzkyj                                                           |                                 |                                         |                                                                  |                                                | Statue | |
| Dorf Pischtschanije im Rayon Krementschuk                                        |                                 |                                         |                                                                  |                                                | Statue auf Postament | |
| Pjatychatky                                                                      | 1961–                           |                                         |                                                                  |                                                | Statue auf Postament | Demontiert. |
| Podilsk (bis 2016 Kotowsk)                                                       | –2013                           |                                         |                                                                  |                                                | Statue | Im Jahr 2013 wurden Kopf und der rechte Arm abgeschlagen. |
| Pokrow (bis 2016 Ordschonikidse)                                                 |                                 |                                         |                                                                  |                                                | Statue auf Postament | |
| Poltawa                                                                          | –2013                           |                                         |                                                                  |                                                | \|Am 18. September 2013 zerstört. | |
| Pryjutiwka                                                                       |                                 | Bild                                    |                                                                  |                                                | steinerne Statue auf Beton-Rundsäule | |
| Pryluky                                                                          |                                 | Bild                                    |                                                                  |                                                | Statue auf Postament | |
| Prymorsk                                                                         | 1976– 2015                      |                                         | Adolf I. Strachow                                                | J. Moskalzew                                   | Statue auf Postament | Am 29. Dezember 2015 demontiert. |
| Prymorskyj (Krim)                                                                | 1966                            |                                         | Sergei Merkurow                                                  |                                                | Bronze-Statue in Rednerpose auf Postament vor dem Kulturhaus                                                                             | |
| Pyrjatyn (1)                                                                     |                                 |                                         |                                                                  |                                                | Statue auf Postament | |
| Pyrjatyn (2)                                                                     |                                 | Bild                                    |                                                                  |                                                | metallene Büste auf Betonpostament | |
| Riwne                                                                            | 1967– 1991                      |                                         | Makar K. Wronskyj                                                | I. Melnitschuk                                 | Statue auf Postament | Am 25. August 1991 demontiert. |
| Dorf Romaniw, Oblast Schytomyr                                                   |                                 |                                         |                                                                  |                                                | | |
| Rosdolne (Krim)                                                                  |                                 | Bild                                    |                                                                  |                                                | Bronzestatue auf breitem roten Sockel | |
| Dorf Rutschky, Rajon Lochwyzja                                                   |                                 |                                         |                                                                  |                                                | Statue auf Postament | |
| Saky                                                                             |                                 |                                         |                                                                  |                                                | Statue auf Postament vor dem Kulturpalast                                                                                                | |
| Samar (bis 2024 Nowomoskowsk)                                                    | –2015                           |                                         |                                                                  |                                                | Statue | Im Dezember 2014 abgebaut und beseitigt. |
| Saporischschja, Leninplatz                                                       | 1964– 2016                      | Im Jahr 1991                            | Mychajlo Lyssenko, Nikolai Suchodolow                            |                                                | Bronzestatue (40 Tonnen schwer), mit Granitsockel 20 m hoch                                                                              | Größtes Lenindenkmal der Ukraine, demontiert am 17. März 2016 |
| Satoka                                                                           | –2015                           |                                         |                                                                  |                                                | Bronze-Büste | Wurde im Januar 2015 gestürzt und zerschlagen. |
| Dorf Schewtschenkowe, Oblast Dnipropetrowsk                                      |                                 | Bild                                    |                                                                  |                                                | Kunststein-Büste auf Backstein-Postament                                                                                                 | |
| Schmerynka, in der Nähe des Bahnhofs                                             |                                 | Bild                                    |                                                                  |                                                | metallene Statue | Im Jahr 2011 war die Statue beschädigt. Aus dem Kommentar zum Foto kann entnommen werden, dass sie demontiert wurde. |
| Schowti Wody                                                                     | 1967– 2014                      |                                         |                                                                  |                                                | | Am 26. Februar 2014 wurde das Lenindenkmal in Folge des Euromaidan mit einem Kran von seinem Sockel entfernt und in das historische Museum der Stadt verbracht. |
| Schpola                                                                          | 1974–                           |                                         | G. E. Arapow                                                     | A. Kosatschuk                                  | Statue auf Postament | Demontiert. |
| Schytomyr                                                                        | 1964 –2014                      |                                         | Makar K. Wronskyj                                                | F. A. Grintschenko                             | | Wurde in der Nacht vom 20. zum 21. Februar 2014 von Demonstranten gestürzt. |
| Selydowe                                                                         | –2015                           |                                         |                                                                  |                                                | metallene Statue | Wurde am 3. September 2015 demontiert. |
| Semyssotka, Rajon Lenine (Krim)                                                  |                                 |                                         |                                                                  |                                                | Statue auf polygonischem Postament | |
| Serby, Oblast Odessa                                                             |                                 | Bild                                    |                                                                  |                                                | metallene Statue auf Betonpostament | |
| Sewastopol                                                                       | 1932; 1957                      |                                         |                                                                  |                                                | | Ein erstes Lenindenkmal ließ die Sowjetmacht 1932 auf dem Nachimow-Platz errichten. Während der deutschen Besetzung wurde zwecks Einschmelzung die Bronze-Statue ins Deutsche Reich befördert. Auf den noch vorhandenen Sockel wurde nach der Befreiung der Stadt 1944 eine neue Lenin-Statue gesetzt. Das Lenindenkmal wurde 1959 abgebaut und an seiner Stelle ein Denkmal für den Namensgeber des Platzes aufgestellt. Sewastopol erhielt anstelle dessen 1957 auf einem Hügel nahe am Hafen das hier gezeigte größere Lenin-Monument. |
| Simferopol (1) Leninplatz                                                        | 1967                            |                                         | Wassilij G. Stamow                                               | Wladimir W. Popow                              | Bronze-Statue auf Postament | |
| Simferopol (2) Bahnhofsplatz                                                     | 1965                            |                                         |                                                                  |                                                | weißer Naturstein – Figur auf Bank sitzend mit ausgebreitetem Mantel                                                                     | |
| Sjewjerodonezk                                                                   | –2015                           | Syevyerodonetsk 08                      |                                                                  |                                                | Statue auf rotem Granit-Postament | Wurde im August 2014 für den Abriss vorbereitet. |
| Slowjansk                                                                        | 1976– 2015                      |                                         | Anatolij Bowsdarenko (* 1938)                                    |                                                | Bronze-Statue, rechte Hand in der Manteltasche                                                                                           | Errichtet zur 300-Jahr-Feier der Stadt. Im Juli 2015 abgebaut und auf das Gelände der KATP (städtisches Verkehrsunternehmen) gebracht, um es zu verkaufen. Danach das Postament beseitigt und ein Blumenbeet integriert. |
| Snischne                                                                         |                                 |                                         |                                                                  |                                                | | |
| Stanyzja Luhanska                                                                | –2015                           |                                         |                                                                  |                                                | | Am 17. April 2015 durch Unbekannte gestürzt. |
| Starowiriwka in der Oblast Charkiw, Rajon Krasnohrad                             |                                 | Bild                                    |                                                                  |                                                | metallene Statue auf grün angestrichenem Postament, Zustand vom Juni 2013                                                                | |
| Stawyschtsche                                                                    | 1970– 2014                      |                                         | Makar K. Wronskyj                                                | Wladimir G. Gnesdilow                          | Statue auf Postament | 2008 in Museum umgesetzt, im März 2014 demontiert. |
| Sudak (Krim)                                                                     | –2016                           |                                         |                                                                  |                                                | Statue | Im Oktober 2016 beschädigt. |
| Swatowe                                                                          | –2014                           |                                         |                                                                  |                                                | Statue | Im September 2014 beseitigt. |
| Synelnykowe                                                                      | –2015                           |                                         |                                                                  |                                                | metallene Statue | Im Jahr 2015 vom Sockel gestürzt. |
| Ternopil                                                                         | 1967– 1990                      |                                         | М. J. Roberman                                                   | G. Karasiew                                    | Statue | 1990 abgebaut |
| Tinyste, Rajon Bachtschyssaraj (Krim)                                            |                                 |                                         |                                                                  |                                                | Statue vor dem Kulturhaus | |
| Torezk (bis 2016 Dserschynsk)                                                    | 1967                            |                                         |                                                                  |                                                | Statue | |
| Tscherkassy, vor dem Rathaus                                                     | 1969– 2008                      |                                         | K. O. Kusnezow                                                   | W. G. Gnesdilow                                | Statue, Granit | Am 28. November 2008 vom Sockel gerissen und dabei zerstört. |
| Tschernihiw                                                                      | –2014                           |                                         |                                                                  |                                                | Bronze-Statue auf roter Plinthe und grauem Natursteinpostament                                                                           | Am 22. Februar 2014 demontiert (siehe Beschreibung zum Bild auf Commons). |
| Tscherniwzi (Czernowitz)                                                         | 1951– 1992                      | Bild                                    | Oleksij P. Olijnik, Makar K. Wronskyj                            | М. Aschkinasi                                  | Statue auf Postament | |
| Tschornomorsk (bis 2016 Illitschiwsk)                                            |                                 |                                         |                                                                  |                                                | Statue | |
| Tschutowe                                                                        |                                 | Bild                                    |                                                                  |                                                | Statue auf Postament aus rotem Naturstein herausgearbeitet.                                                                              | Das Ensemble steht auf einem erhöhten Stadtplatz und wird von roten Reliefmäuerchen eingefasst (Mai 2013). |
| Uschhorod                                                                        | 1974– 1991                      |                                         | Makar K. Wronskyj                                                | J. O. Maksimow, W. O. Sikorski                 | Statue auf Postament | 1991 abgebaut. |
| Warwariwka, Oblast Saporischschja                                                |                                 | Bild                                    |                                                                  |                                                | metallene Statue | Offenbar in einem Park abgestellt (Juni 2013). |
| Weliki Krinki                                                                    |                                 |                                         |                                                                  |                                                | Statue auf Postament | |
| Wepryk, Oblast Poltawa                                                           |                                 | Bild                                    |                                                                  |                                                | Statue auf rotem Granitsockel | Vor einem städtischen Verwaltungsgebäude (Juni 2013). |
| Wolnowacha                                                                       | –2015                           |                                         |                                                                  |                                                | Statue | Wurde im Oktober 2015 vom Sockel gestürzt. |
| Wradijiwka                                                                       |                                 |                                         |                                                                  |                                                | Statue | |
| Wylkowe                                                                          |                                 |                                         |                                                                  |                                                | Metallguss-Statue auf Steinsockel | Auf der Hauptstraße platziert und von Bäumen umgeben (Zustand 2013). |